# Hisaki
Hisaki ou SPRINT-A (avant le lancement)  ou EXCEED (EXtreme ultraviolet spectrosCope for ExosphEric Dynamics), est un petit télescope spatial japonais effectuant ses observations dans l'ultraviolet extrême qui a été placé sur une orbite terrestre basse le 14 septembre 2013 par le nouveau lanceur léger Epsilon qui effectuait là son premier vol. La mission de SPRINT-A est d'étudier les interactions entre d'une part l'atmosphère et la magnétosphère des planètes du Système solaire et d'autre part le vent solaire. 

## Objectifs
L'analyse du rayonnement ultraviolet extrême (EUV) permet d'étudier les caractéristiques des atmosphères planétaires en particulier la distribution du plasma et de l'atmosphère sous l'influence du vent solaire. Mais le rayonnement EUV émis par les autres planètes ne peut être observé depuis des observatoires terrestres car il est intercepté par l'atmosphère. Le télescope spatial SPRINT-A, placé dans l'espace, peut effectuer ces observations et a deux objectifs, :
- L'observation de l'atmosphère de certaines planètes du système solaire (Mars, Vénus) pour améliorer notre compréhension des processus qui permettent à l'atmosphère de s'échapper dans l'espace. Le télescope doit fournir des données sur le flux de plasma s'échappant de l'atmosphère : composition vitesse, relation avec l'activité solaire.
- L'étude de la magnétosphère de Jupiter et de ses aurores déclenchées par l'irruption du vent solaire au niveau des pôles. L'objectif est d'étudier les mécanismes de pénétration du vent solaire qui sont particulièrement spectaculaires compte tenu de l'intensité du champ magnétique (10000 plus intense que celui de la Terre) et de l'étendue de la magnétosphère (10 fois plus vaste que celle du Soleil) du fait de son alimentation par le volcanisme de la lune Io.  Le télescope doit permettre d'évaluer la distribution radiale de la densité des ions et de la température des électrons dans la magnétosphère interne.

## Caractéristiques techniques
Hisaki a une masse de 350 kg. Il a une forme de parallélépipède rectangulaire long d'environ 4 mètres dont la majeure partie est constituée par le télescope. Les panneaux solaires, qui fournissent environ 900 watts, sont attachés au bus situé à une des extrémités et une fois déployés ont une envergure de 7 mètres. Le satellite est stabilisé 3 axes. 
La charge utile de Hisaki est constituée par un télescope spectromètre  observant dans l'ultraviolet extrême. Cet instrument  a une ouverture  de 20 cm et utilise un miroir parabolique hors d'axe. Le spectromètre permet de décomposer la lumière sur la bande de fréquence comprise entre 55 et 145 nanomètres. Le télescope a deux modes d'observation distincts : 
- pour l'observation de l'atmosphère des planètes terrestres (Vénus, Mars) : fente d'observation de 78 μm de large avec un angle de champ   de 120 secondes d'arc, une résolution spectrale de 0,1-1 nm (FMWH) et une résolution spatiale de 10 secondes d'arc
- pour l'observation de Jupiter : fente d'observation de 233 μm de large avec un angle de champ  de 400 secondes d'arc avec une résolution spectrale de 0,3-1 nm (FMWH) et une résolution spatiale de 30 secondes d'arc.

Le détecteur est de type plaques à microcanaux (MCP) avec une photocathode de type RAE (resistive anode encode). La grille du spectromètre comprend 1800 lignes/nm.
Hisaki est la tête de série d'une famille de mini-satellites, baptisée SPRINT, développée par l'agence spatiale japonaise, la JAXA, pour permettre le lancement de petites missions scientifiques (moins de 500 kg) ne nécessitant qu'un temps de développement très court. Cette famille de satellites doit partager la même plate-forme adaptable. Il est prévu de lancer trois satellites de ce type en 5 ans.

## Déroulement de la mission
Hisaki a été lancé le 14 septembre 2013 par le nouveau lanceur léger Epsilon qui effectuait là son premier vol. Le déploiement des panneaux solaires s'est déroulé sans incident et le satellite a reçu le surnom d'Hisaki,  Il circule sur une orbite héliosynchrone de 950 × 1 150 km pour une inclinaison de 31°. La durée de sa mission primaire est de 1 an.